# Leptopimpla hansoni
Leptopimpla hansoni là một loài tò vò trong họ Ichneumonidae.